# Epiplema bistrigata
Epiplema bistrigata är en fjärilsart som beskrevs av Walker 1862. Epiplema bistrigata ingår i släktet Epiplema och familjen Uraniidae. Inga underarter finns listade i Catalogue of Life.